# DIXI Kinderliteraturpreis
Le DIXI Kinderliteraturpreis est un prix littéraire qui récompense de jeunes auteurs de la littérature pour les jeunes. Il peut s'agir d'écrivains ou d'illustrateurs. Ce prix est décerné depuis 2001 dans deux catégories :
- Texte
- Illustration (depuis 2005).

Ce prix n'a pas de dotation monétaire, mais les lauréats sont suivis par des experts tels Heinz Janisch, Martin Auer, Renate Welsh et Lene Mayer-Skumanz.

## Lauréats
2007
- Texte : Yvonne Bachleitner pour Annabell, ach Annabell
- Illustration : Dorothee Schwab

2006
- Texte : Norbert Sindelek pour Lara in der Anderswelt
- Illustration : Kerstin Rajnar

2005
- Texte : Lizzy Hollatko pour Dort wartet schon mein Freund, Die kleine Hexe Duvadub und ihr Besen Schwuppdiwupp et So, wie Valentina möchte
- Illustration : Monika Maslowska

2004
- Elisabeth Etz pour Wetterkind et Liebhabemonster (mention spéciale pour Andrea Mussmann (14 ans)

2003
- Kathrin Steinberger

2002
- Brigitte Verba

2001
- Nina Lechner